# Волчес
Во́лчас (Волчес, Волчица; бел. Волчас) — река в Белоруссии, протекает по территории Могилёвской области, правый приток реки Сож. Длина реки — 80 км, средний наклон водной поверхности — 0,7 ‰, среднегодовой расход воды в устье — 2,5 м³/с, площадь водосборного бассейна — 427 км².
Река берёт начало в Мстиславском районе восточнее деревни Долговичи. Течёт на юг и юго-восток, в среднем течении образует границу Мстиславского района сначала с Чаусским, а затем с Чериковским районом. Ниже течёт по Кричевскому району, а перед устьем перетекает в Чериковский. Течёт в пределах Кричевского природного района.
Притоки: Клепатинка, Язвитка, Жуковка, Еленка (левые); Самоволка, Глинец (правые).
Долина реки плотно заселена, Волчес протекает сёла и деревни Старинка, Петрыги, Васильково, Грабалка, Нешковка, Ст. Белица, Верховцы, Вородьково 2-е, Тиньково, Губенщина, Горки, Волчас, Комаровичи, Зори, Речица.
Впадает в Сож на высоте 136 м над уровнем моря у деревни Устье.